# 黑頂林鶯

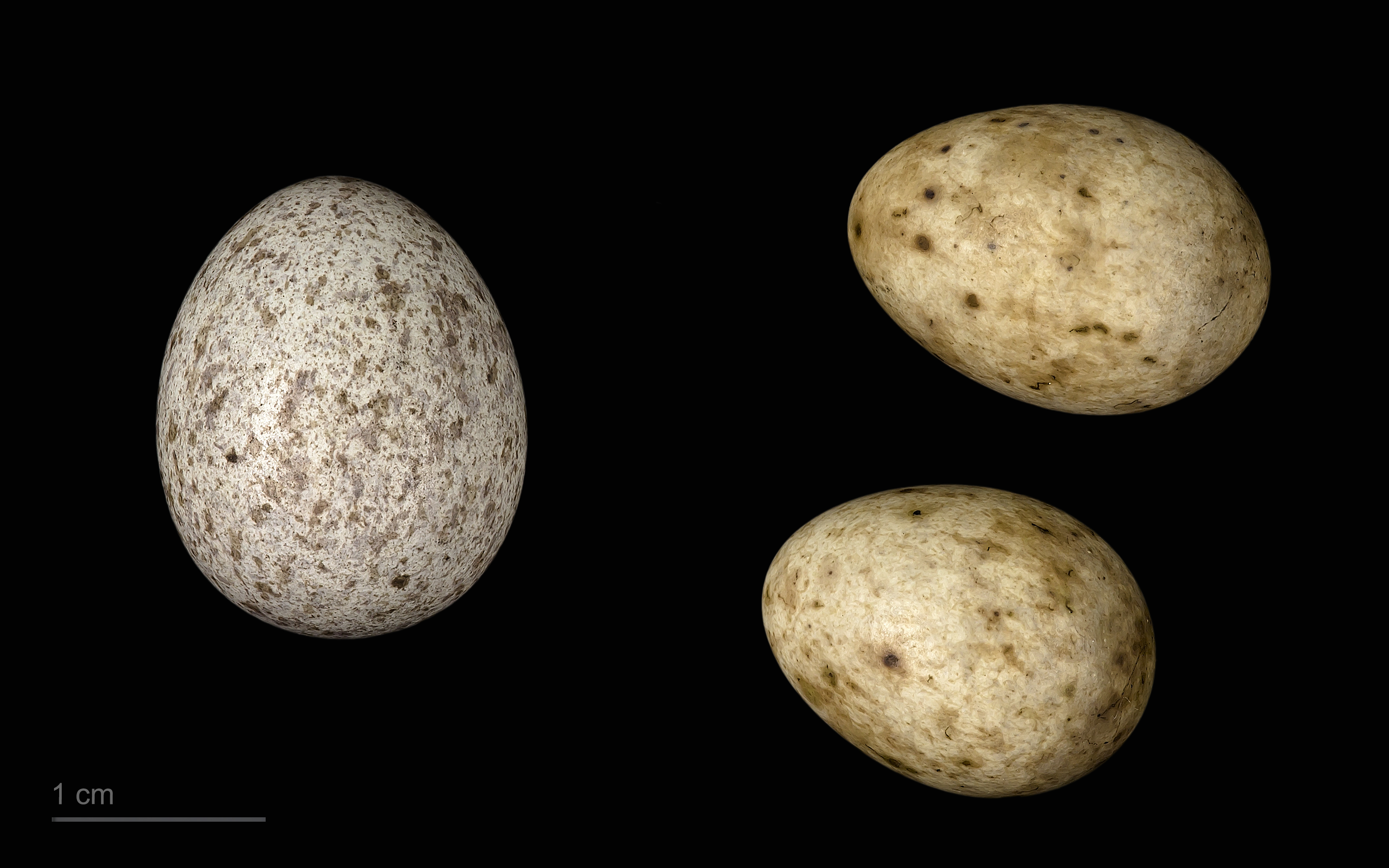
卵 Cuculus canorus bangsi 在巢中 Sylvia atricapilla

黑顶林莺（学名：Sylvia atricapilla）是一种常见、分布广泛的莺属鸟类。它背部呈橄榄灰色，腹部为浅灰色，各个亚种间差异很小。黑顶林莺的雌性和雄性的头部均有彩色花斑，其中雄性为黑色，雌性为红棕色。雄性的鸣叫声音调丰富，通常会以嘹亮的高渐强音作结尾，但是在诸如阿尔卑斯山谷处等地方也会存在较为简单的莺啼。与黑顶林莺关系最近的鸟是园林莺，叫声类似，但长相大不相同。

## 特征
黑顶林莺体重约16.7克，翼长约75.9毫米，嘴峰长约15.2毫米，喙宽度约3.2毫米，喙厚度约3.4毫米，跗蹠长约20.8毫米，尾长约62.2毫米。黑顶林莺是候鸟，其栖息在密集的中等高度的林地中，食性为杂食性。

## 亚种
- ：分布于佛得角群岛和亚速尔群岛。
- ：分布于西班牙西南部、葡萄牙、马德拉和加那利群岛。
- ：分布于欧洲至西西伯利亚和非洲西北部；越冬于南非。
- ：分布于科西嘉岛、撒丁岛、巴利阿里群岛、突尼斯、意大利和西西里岛。
- ：分布于高加索、外高加索和伊朗北部；越冬于非洲东北部。[3]